# 南平郡 (唐朝)
南平郡，唐朝在今重庆市设置的郡。
唐玄宗天宝元年（742年）改渝州置南平郡，治所在巴县（今重庆市渝中区）。下辖巴县、南平县（今重庆市巴南区东泉镇）、江津县（今重庆市江津区）、万寿县（今重庆市永川区朱沱镇汉东村古城）。隶属夔峡节度使（治今三峡奉节县白帝城）。唐肃宗至德二载（757年），分设壁山县（重庆市璧山区璧城镇）。乾元元年（758年）复改南平郡为渝州。
唐朝南平郡太守
- 张萱（755年）
- 薛舒（756年—757年）
- 李之遥（758年—759年）[2]